# Seznam medailistů na halovém mistrovství Československa a Česka mužů a žen v běhu na 800 m
Toto je seznam medailistů na mistrovství Československé a České republiky v disciplíně běh na 800 m.

## Muži
| Rok          | Místo              | Zlato             | Výkon vítěze     | Stříbro          | Bronz                         |
| ------------ | ------------------ | ----------------- | ---------------- | ---------------- | ----------------------------- |
| HM ČSSR 1969 | Jablonec nad Nisou | Ján Šišovský      | 1:54,4           | Václav Tašek     | Radek Jahn                    |
| HM ČSSR 1970 | Jablonec nad Nisou | Ján Šišovský      | 1:56,2           | Tomáš Jungwirth  | Petr Bláha                    |
| HM ČSSR 1971 | Jablonec nad Nisou | Ján Šišovský      | 1:58,4           | Tomáš Jungwirth  | Josef Němec                   |
| HM ČSSR 1972 | Jablonec nad Nisou | Tomáš Jungwirth   | 1:58,2           | Jan Sychra       | František Skřivánek           |
| HM ČSSR 1973 | Jablonec nad Nisou | Ján Šišovský      | 1:53,4           | Jozef Samborský  | Vladimír Bartovič             |
| HM ČSSR 1974 | Jablonec nad Nisou | Radek Jahn        | 1:56,4           | Petr Vácha       | Josef Němec a Milan Modrovský |
| HM ČSSR 1975 | Jablonec nad Nisou | Milan Richtárik   | 1:54,0           | Tomáš Linhart    | Josef Bajovský                |
| HM ČSSR 1976 | Košice             | Ladislav Kárský   | 1:57,0           | Milan Richtárik  | Dušan Lazor                   |
| HM ČSSR 1977 | Ostrava            | Jan Grendys       | 1:53,9           | Jiří Dlouhý      | Arpád Bari                    |
| HM ČSSR 1978 | Jablonec nad Nisou | Jiří Dlouhý       | 1:52,0           | Pavel Jehlička   | Miroslav Peterek              |
| HM ČSSR 1979 | Jablonec nad Nisou | Jiří Dlouhý       | 1:53,2           | Josef Vedra      | Milan Richtárik               |
| HM ČSSR 1980 | Jablonec nad Nisou | Pavel Jehlička    | 1:51,9           | Jiří Dlouhý      | Jaromír Kovář                 |
| HM ČSSR 1981 | Jablonec nad Nisou | Ján Ilavský       | 1:54,5           | Viktor Čelko     | Tibor Fabo                    |
| HM ČSSR 1982 | Jablonec nad Nisou | Vladimír Slouka   | 1:54,05          | Ján Pagáč        | Rostislav Šetina              |
| HM ČSSR 1983 | Jablonec nad Nisou | Ladislav Šubrt    | 1:50,96          | Tibor Fabo       | Jiří Dlouhý                   |
| HM ČSSR 1984 | Jablonec nad Nisou | Luboš Šubrt       | 1:52,73          | Henrik Keleneyi  | Jaroslav Kvapil               |
| HM ČSSR 1985 | Jablonec nad Nisou | Luboš Šubrt       | 1:51,32          | Jaromír Žatečka  | Henrich Keleneyi              |
| HM ČSSR 1986 | Jablonec nad Nisou | Luboš Šubrt       | 1:51,65          | Juraj Jánošík    | Petr Novák                    |
| HM ČSSR 1987 | Jablonec nad Nisou | Tomáš Tůma        | 1:49,43          | Petr Novák       | Juraj Jánošík                 |
| HM ČSSR 1988 | Jablonec nad Nisou | Pavel Hujer       | 1:51,37          | Lubomír Šubrt    | Milan Kobulnický              |
| HM ČSSR 1989 | Jablonec nad Nisou | Jaromír Skalický  | 1:53,31          | Pavel Soukup     | Miloslav Zítka                |
| HM ČSSR 1990 | Praha              | Jaromír Skalický  | 1:49,04          | Jiří Šoptenko    | Luboš Stloukal                |
| HM ČSFR 1991 | Praha              | Miloš Kostrec     | 1:51,76          | Luboš Růžička    | Vilém Gruml                   |
| HM ČSFR 1992 | Praha              | Václav Hřích      | 1:52,53          | Kamil Hůrka      | Peter Sivák                   |
| HMR 1993     | Praha              | Martin Kučera     | 1:54,03          | Kamil Hůrka      | Martin Novák                  |
| HMR 1994     | Jablonec nad Nisou | Martin Jareš      | 1:53,60          | František Souček | Radim Bárta                   |
| HMR 1995     | Praha              | Pavel Soukup      | 1:50,21          | Kamil Hůrka      | Luboš Stloukal                |
| HMR 1996     | Praha              | Kamil Hůrka       | 1:50,37          | Roman Oravec     | Aleš Kohout                   |
| HMR 1997     | Praha              | Roman Oravec      | 1:47,85          | Pavel Soukup     | Aleš Kohout                   |
| HMR 1998     | Praha              | Karel Znojil      | 1:52,22          | Filip Jedlík     | Michal Šneberger              |
| HMR 1999     | Praha              | Lukáš Vydra       | 1:52,65          | Jan Verner       | Michal Šneberger              |
| HMR 2000     | Praha              | Martin Jareš      | 1:51,12          | Michal Šneberger | Lukáš Musil                   |
| HMR 2001     | Praha              | Lukáš Vydra       | 1:52,77          | Pavel Soukup     | Karel Znojil                  |
| HMR 2002     | Praha              | Stanislav Tábor   | 1:51,77          | Jan Pernica      | Karel Znojil                  |
| HMR 2003     | Bratislava         | Roman Oravec      | 1:48,88          | Ondřej Křička    | Jan Pernica                   |
| HMR 2004     | Praha              | Jiří Doupovec     | 1:49,89          | Jan Pernica      | Stanislav Tábor               |
| HMR 2005     | Praha              | Jaroslav Růža     | 1:50,11          | Richard Svoboda  | Miroslav Kaplan               |
| HMR 2006     | Praha              | Richard Svoboda   | 1:51,60          | Martin Hrstka    | Jiří Kubalák                  |
| HMR 2007     | Praha              | Jaroslav Růža     | 1:50,29          | Jiří Doupovec    | Petr Ondroušek                |
| HMR 2008     | Praha              | Jakub Holuša      | 1:49,23          | Jaroslav Růža    | Miroslav Kaplan               |
| HMR 2009     | Praha              | Miroslav Kaplan   | 1:52,42          | Jaroslav Růža    | Richard Svoboda               |
| HMR 2010     | Praha              | Jakub Holuša      | 1:49,09          | Martin Hošek     | Martin Hrstka                 |
| HMR 2011     | Praha              | Vladimír Bartůněk | 1:52,14          | Matěj Blahůt     | Jakub Ševčík                  |
| HMR 2012     | Praha              | Miroslav Burian   | 1:55,88          | Miroslav Lepíček | Tomáš Vystrk                  |
| HMR 2013     | Praha              | Tomáš Vystrk      | 1:55,51          | Miroslav Burian  | Jan Pernica                   |
| HMR 2014     | Praha              | Jakub Holuša      | 1:48,07          | Miroslav Burian  | Tomáš Vystrk                  |
| HMR 2015     | Praha              | Jakub Holuša      | 1:48,37          | Miroslav Burian  | Filip Sasínek                 |
| HMR 2016     | Ostrava            | Filip Šnejdr      | 1:53,24          | Daniel Musil     | Tomáš Vystrk                  |
| HMR 2017     | Praha              | Filip Šnejdr      | 1:50,28          | Vojtěch Mlynář   | Lukáš Hodboď                  |
| HMR 2018     | Praha              | Vojtěch Mlynář    | 1:52,94          | Lukáš Hodboď     | Tomáš Vystrk                  |
| HMR 2019     | Ostrava            | Filip Šnejdr      | 1:48,38          | Tomáš Vystrk     | Vojtěch Mlynář                |
| HMR 2020     | Ostrava            | Lukáš Hodboď      | 1:47,81          | Filip Šnejdr     | Tomáš Vystrk                  |
| HMR 2021     | Ostrava            | Tomáš Vystrk      | 1:48,75          | Filip Šnejdr     | Lukáš Hodboď                  |
| HMR 2022     | Ostrava            | Lukáš Hodboď      | 1:47,10          | Tomáš Vystrk     | Lukáš Symerský                |
| HMR 2023     | Ostrava            | Daniel Kotyza     | 1:47,66          | Filip Šnejdr     | Jakub Dudycha                 |
| HMR 2024     | Ostrava            | Daniel Kotyza     | 1:46,57 Rek. HMR | Jan Tesař        | Filip Šnejdr                  |
| HMR 2025     | Ostrava            | Jakub Dudycha     | 1:47,25          | Daniel Kotyza    | Jakub Davidík                 |

## Ženy
| Rok          | Místo              | Zlato                  | Výkon vítěze     | Stříbro                | Bronz                          |
| ------------ | ------------------ | ---------------------- | ---------------- | ---------------------- | ------------------------------ |
| HM ČSSR 1969 | Jablonec nad Nisou | Emília Ovádková        | 2:16,0           | Helena Nerudová        | Marie Ondrášková               |
| HM ČSSR 1970 | Jablonec nad Nisou | Libuše Macounová       | 2:19,9           | Helena Nerudová        | Růžena Eliášová                |
| HM ČSSR 1971 | Jablonec nad Nisou | Marie Otová            | 2:16,7           | Hana Soumarová         | Jaroslava Otipková             |
| HM ČSSR 1972 | Jablonec nad Nisou | Božena Sudická         | 2:21,0           | Alena Junová           | Jaroslava Otipková             |
| HM ČSSR 1973 | Jablonec nad Nisou | Helena Nerudová        | 2:17,4           | Božena Sudická         | Bohumila Bednářová             |
| HM ČSSR 1974 | Jablonec nad Nisou | Svatava Hořínková      | 2:16,2           | Eva Novozámská         | Bohumila Bednářová             |
| HM ČSSR 1975 | Jablonec nad Nisou | Drahomíra Fuxová       | 2:13,2           | Helena Nerudová        | Jana Broučková                 |
| HM ČSSR 1976 | Košice             | Jozefína Čerchlanová   | 2:09,1           | Božena Sudická         | Vlasta Babecová                |
| HM ČSSR 1977 | Ostrava            | Jozefína Čerchlanová   | 2:09,7           | Drahomíra Zvoníčková   | Vlasta Babecová                |
| HM ČSSR 1978 | Jablonec nad Nisou | Darina Hlaváčová       | 2:14,2           | Naděžda Skulinová      | Jana Pavlíková                 |
| HM ČSSR 1979 | Jablonec nad Nisou | Božena Sudická         | 2:12,7           | Helena Müllerová       | Ivana Truhlařovská             |
| HM ČSSR 1980 | Jablonec nad Nisou | Dagmar Kubálková       | 2:13,4           | Anna Filičková         | Helena Müllerová               |
| HM ČSSR 1981 | Jablonec nad Nisou | Mária Gužíková         | 2:08,8           | Zuzana Moravčíková     | Jozefína Ozoráková-Čerchlanová |
| HM ČSSR 1982 | Jablonec nad Nisou | Zuzana Moravčíková     | 2:05,40          | Milena Matějkovičová   | Jozefína Ozoráková             |
| HM ČSSR 1983 | Jablonec nad Nisou | Dagmar Šubrtová        | 2:08,28          | Magda Nebovidská       | Alena Peterková                |
| HM ČSSR 1984 | Jablonec nad Nisou | Miroslava Dobiašová    | 2:10,89          | Renata Prouzová        | Lenka Podlešáková              |
| HM ČSSR 1985 | Jablonec nad Nisou | Zuzana Moravčíková     | 2:06,08          | Gabriela Sedláková     | Jiřina Ptáčníková-Kročová      |
| HM ČSSR 1986 | Jablonec nad Nisou | Milena Strnadová       | 1:59,18 Rek. HMR | Ivana Walterová        | Petra Pokorná                  |
| HM ČSSR 1987 | Jablonec nad Nisou | Gabriela Sedláková     | 2:04,88          | Petra Pokorná          | Věra Tylová                    |
| HM ČSSR 1988 | Jablonec nad Nisou | Gabriela Sedláková     | 2:06,58          | Jana Šmidáková         | Helena Zímová                  |
| HM ČSSR 1989 | Jablonec nad Nisou | Petra Pokorná          | 2:07,83          | Klára Fuksová          | Jana Švejdová                  |
| HM ČSSR 1990 | Praha              | Helena Dziurová        | 2:06,46          | Věra Brücknerová       | Jana Švejdová                  |
| HM ČSFR 1991 | Praha              | Milena Strnadová       | 2:06,01          | Šárka Horsáková        | Magda Medková                  |
| HM ČSFR 1992 | Praha              | Gabriela Sedláková     | 2:08,75          | Andrea Šuldesová       | Romana Sanigová                |
| HMR 1993     | Praha              | Ivana Kubešová         | 2:08,33          | Romana Sanigová        | Lenka Žižková                  |
| HMR 1994     | Jablonec nad Nisou | Andrea Šuldesová       | 2:08,74          | Hana Inderková         | Lenka Žižková                  |
| HMR 1995     | Praha              | Ludmila Formanová      | 2:04,19          | Andrea Šuldesová       | Radka Lukavská                 |
| HMR 1996     | Praha              | Ludmila Formanová      | 2:06,41          | Lenka Švaňhalová       | Šárka Horsáková                |
| HMR 1997     | Praha              | Ludmila Formanová      | 2:01,88          | Lenka Švaňhalová       | Jana Kapounová                 |
| HMR 1998     | Praha              | Ludmila Formanová      | 2:00,69          | Eva Kasalová           | Michaela Nová                  |
| HMR 1999     | Praha              | Ludmila Formanová      | 2:04,11          | Eva Kasalová           | Lenka Švaňhalová               |
| HMR 2000     | Praha              | Ludmila Formanová      | 2:03,18          | Renata Hoppová         | Petra Lochmanová               |
| HMR 2001     | Praha              | Petra Sedláková        | 2:07,09          | Eva Šebrlová           | Veronika Plesarová             |
| HMR 2002     | Praha              | Ludmila Formanová      | 2:08,18          | Petra Lochmanová       | Veronika Plesarová             |
| HMR 2003     | Bratislava         | Petra Lochmanová       | 2:07,86          | Petra Sedláková        | Veronika Mráčková              |
| HMR 2004     | Praha              | Andrea Šuldesová       | 2:03,39          | Petra Lochmanová       | Eva Šebrlová                   |
| HMR 2005     | Praha              | Veronika Mráčková      | 2:06,39          | Petra Lochmanová       | Tereza Šedivá                  |
| HMR 2006     | Praha              | Petra Lochmanová       | 2:05,43          | Tereza Šedivá          | Dana Šatrová                   |
| HMR 2007     | Praha              | Petra Lochmanová       | 2:11,88          | Kateřina Blažková      | Tereza Šedivá                  |
| HMR 2008     | Praha              | Tereza Čapková         | 2:07,62          | Tereza Šedivá          | Dana Šatrová                   |
| HMR 2009     | Praha              | Lenka Masná            | 2:08,16          | Kateřina Hálová        | Jana Melichová                 |
| HMR 2010     | Praha              | Tereza Čapková         | 2:07,50          | Jana Melichová         | Markéta Krejčí                 |
| HMR 2011     | Praha              | Tereza Čapková         | 2:06,42          | Jana Melichová         | Markéta Krejčí                 |
| HMR 2012     | Praha              | Tereza Čapková         | 2:06,40          | Kateřina Hálová        | Radka Stružková                |
| HMR 2013     | Praha              | Kateřina Hálová        | 2:11,32          | Michaela Drábková      | Radka Stružková                |
| HMR 2014     | Praha              | Diana Mezuliáníková    | 2:08,81          | Michaela Drábková      | Alena Ulrichová                |
| HMR 2015     | Praha              | Kateřina Hálová        | 2:07,63          | Diana Mezuliáníková    | Alena Ulrichová                |
| HMR 2016     | Ostrava            | Alena Ulrichová        | 2:09,87          | Kristiina Sasínek Mäki | Eliška Kutrová                 |
| HMR 2017     | Praha              | Kateřina Hálová        | 2:03,89          | Alena Ulrichová        | Eliška Kutrová                 |
| HMR 2018     | Praha              | Diana Mezuliáníková    | 2:07,01          | Kateřina Hálová        | Renata Vocásková               |
| HMR 2019     | Ostrava            | Diana Mezuliáníková    | 2:02,50          | Simona Vrzalová        | Lenka Masná                    |
| HMR 2020     | Ostrava            | Diana Mezuliáníková    | 2:07,99          | Anna Šimková           | Pavla Štoudková                |
| HMR 2021     | Ostrava            | Kimberley Ficenec      | 2:06,57          | Vendula Hluchá         | Kateřina Hálová                |
| HMR 2022     | Ostrava            | Kristiina Sasínek Mäki | 2:11,66          | Kimberley Ficenec      | Lenka Čechová                  |
| HMR 2023     | Ostrava            | Pavla Štoudková        | 2:05,32          | Kimberley Ficenec      | Adéla Holubová                 |
| HMR 2024     | Ostrava            | Adéla Holubová         | 2:04,27          | Kimberley Ficenec      | Pavla Štoudková                |
| HMR 2025     | Ostrava            | Kimberley Ficenec      | 2:03,68          | Pavla Štoudková        | Tereza Fusková                 |